# Warbleton
Warbleton är en ort och civil parish i Storbritannien.   Den ligger i grevskapet East Sussex och riksdelen England, i den södra delen av landet, 70 km söder om huvudstaden London. Warbleton ligger 82 meter över havet och antalet invånare är 1 262.
Terrängen runt Warbleton är platt, och sluttar söderut. Runt Warbleton är det ganska tätbefolkat, med 172 invånare per kvadratkilometer. Närmaste större samhälle är Eastbourne, 19,6 km söder om Warbleton. Trakten runt Warbleton består till största delen av jordbruksmark.